# باد كوكس
باد كوكس (بالإنجليزية: Bud Cox)‏ مواليد 11 أبريل 1960 في أتلانتا، هو لاعب كرة مضرب أمريكي سابق وكان يلعب باليد اليمنى. أعلى تصنيف له في الفردي كان المركز الـ 149 في سنة 1987. أعلى تصنيف له في الزوجي كان المركز الـ 63 في سنة 1984.

## روابط خارجية
- باد كوكس على موقع رابطة محترفي التنس (الإنجليزية)
- باد كوكس على موقع الاتحاد الدولي لكرة المضرب (الإنجليزية)